# Hockey su ghiaccio ai I Giochi olimpici giovanili invernali - Torneo femminile
Il torneo femminile di hockey su ghiaccio dei I Giochi olimpici giovanili invernali si svolge dal 13 al 22 gennaio 2012.

## Prima fase

### Classifica
| Pos. |            | PG | V | VOT | POT | P | GF | GS | DR  | Pt |
| ---- | ---------- | -- | - | --- | --- | - | -- | -- | --- | -- |
| 1.   | Austria    | 2  | 2 | 0   | 0   | 0 | 17 | 1  | +16 | 6  |
| 2.   | Svezia     | 1  | 1 | 0   | 0   | 0 | 11 | 0  | +11 | 3  |
| 3.   | Kazakistan | 1  | 0 | 0   | 0   | 1 | 1  | 8  | -7  | 0  |
| 4.   | Slovacchia | 1  | 0 | 0   | 0   | 1 | 0  | 9  | -9  | 0  |
| 5.   | Germania   | 1  | 0 | 0   | 0   | 1 | 0  | 11 | -11 | 0  |

### Risultati
| Arbitro: | Kaisa Ketonen |

| |           |  |
| Willenshofer 05:51 37:23 Grascher 08:33 15:46 Gürtler 17:07 Frick 21:34 33:15 Polczik 23:32 Meixner 24:59 | Marcatori |  |

| Arbitro: | Ceci Morris |

|  |           | |
|  | Marcatori | 00:56 04:32 16:15 K. Andersson 12:41 M. Andersson 21:56 28:00 29:50 Peterson 32:40 35:21 Lindberg 39:30 Alasalmi 41:09 Eidensten |

| Arbitro: | Meghan Mallette |

|                  |           |                                                                                          |
| Nurgalieva 27:12 | Marcatori | 08:15 20:01 Meixner 09:07 Frick 11:17 41:58 Hummel 22:40 Schmid 24:43 Gürtler 26:15 List |

| Innsbruck 15 gennaio 2012, ore 11:15 UTC+1 | Slovacchia | – | Germania | OlympiaWorld |

| Innsbruck 15 gennaio 2012, ore 15:45 UTC+1 | Svezia | – | Kazakistan | OlympiaWorld |

| Innsbruck 16 gennaio 2012, ore 10:30 UTC+1 | Germania | – | Austria | OlympiaWorld |

| Innsbruck 17 gennaio 2012, ore 9:00 UTC+1 | Austria | – | Svezia | OlympiaWorld |

| Innsbruck 17 gennaio 2012, ore 13:30 UTC+1 | Slovacchia | – | Kazakistan | OlympiaWorld |

| Innsbruck 18 gennaio 2012, ore 9:30 UTC+1 | Svezia | – | Slovacchia | OlympiaWorld |

| Innsbruck 18 gennaio 2012, ore 14:00 UTC+1 | Kazakistan | – | Germania | OlympiaWorld |